# Ткачёв, Сергей Петрович

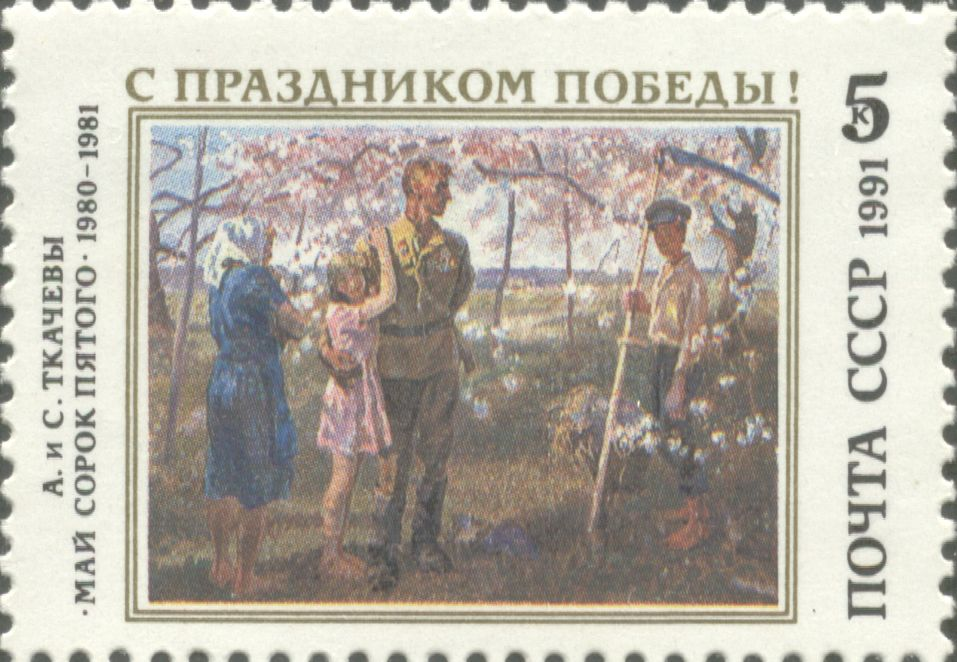
Картина А. П. Ткачева и С. П. Ткачева «Май сорок пятого» (1980—81 гг., хранится в Государственном Русском музее) на почтовой марке СССР 1991 года, посвящённой Дню Победы

Серге́й Петро́вич Ткачёв (10 ноября 1922, д. Чучуновка, Брянский уезд, Брянская губерния — 28 марта 2022, Москва, Россия) — советский, российский художник-живописец, педагог, профессор. Академик АХ СССР (1978; член-корреспондент 1973). Народный художник СССР (1983). Лауреат Государственной премии СССР (1978), Государственной премии РСФСР имени И. Е. Репина (1968) и Премии Правительства Российской Федерации (2006). Ветеран Великой Отечественной войны.
Старший брат народного художника СССР, академика А. П. Ткачёва, вместе с которым они составляли творческий тандем «Братья Ткачёвы».

## Биография
Родился 10 ноября 1922 года в селе Чучуновка (ныне Брянский район, Брянская область).
В 1938 году поступил в Витебское художественное училище.
В 1941 году, в год начала Великой Отечественной войны, добровольцем ушëл на фронт. Был тяжело ранен. Награждëн орденом Отечественной войны   II степени, медалями «За отвагу», «За боевые заслуги», «За победу над Германией...». Член ВКП(б).
В 1946—1952 годах обучался в Московском государственном художественном институте им. В. И. Сурикова (мастерская С. В. Герасимова и Д. К. Мочальского).
С 1953 года — член Союза художников СССР (СХ СССР). Секретарь правления СХ СССР в 1968—1976 годах. В 1976—1987 годах — председатель правления Союза художников РСФСР.
В 1973 году избран членом-корреспондентом АХ СССР, а с 1978 года — академик.
Депутат Верховного совета РСФСР 10-го и 11-го созывов. Член Центральной ревизионной комиссии КПСС (1986). Делегат XXVII съезда КПСС.
В 1995 году — открыт Музей братьев Ткачёвых (Брянск). В дар музею Ткачёвы передали около 500 картин.
Жил и работал в Москве.
Скончался 28 марта 2022 года на 100-м году жизни. Похоронен на кладбище в деревне Солпа Садового сельского поселения Псковской области[уточнить].

## Награды и звания
- Заслуженный художник РСФСР (1963) — за заслуги в области советского изобразительного искусства[9]
- Заслуженный деятель искусств РСФСР (1970) — за заслуги в области советского изобразительного искусства[10]
- Народный художник РСФСР (1974) — за заслуги в развитии советского изобразительного искусства[11]
- Народный художник СССР (1983) — за большие заслуги в развитии советского изобразительного искусства[12]
- Государственная премия СССР (1978) — за картины «Пора сенокосная» и «Июньская пора»
- Государственная премия РСФСР имени И. Е. Репина (1968) — за картины «Между боями» и «За землю, за волю»
- Премия Правительства Российской Федерации в области культуры (2005) — за серию живописных произведений «Они сражались за Родину»[13]
- Орден Отечественной войны II степени (1985)
- Орден Трудового Красного Знамени (1981)
- Орден «Знак Почёта» (1976)
- Орден Дружбы народов (1993) — за заслуги в развитии изобразительного искусства и большой личный вклад в дело укрепления дружбы между народами России[14]
- Орден «За заслуги перед Отечеством» III степени (2007) — за большой вклад в развитие отечественного изобразительного искусства и многолетнюю творческую деятельность[15]
- Орден «За заслуги перед Отечеством» IV степени (1998) — за заслуги перед государством, большой вклад в укрепление дружбы и сотрудничества между народами, многолетнюю плодотворную деятельность в области культуры и искусства[16]
- Медаль «За трудовое отличие» (1955) — за выдающиеся заслуги в развитии белорусского искусства и литературы и в связи с декадой белорусского искусства и литературы в гор. Москве[17]
- Медаль «За отвагу»
- Медаль «За боевые заслуги»
- Медаль «За победу над Германией в Великой Отечественной войне 1941—1945 гг.»
- Медаль «В память 850-летия Москвы»
- Благодарность Президента Российской Федерации (2002) — за большой вклад в развитие отечественного изобразительного искусства[18]
- Золотая медаль АХ СССР (1988)
- Серебряная медаль АХ СССР (1960)
- Серебряная медаль Министерства культуры СССР
- Золотая медаль имени М. Б. Грекова (1999)
- Всероссийская премия Ф. И. Тютчева «Русский путь» (2007)
- Золотая медаль имени Ф. И. Тютчева (2007)
- Золотая медаль имени В. И. Сурикова (2008)
- Золотая медаль имени А. А. Пластова (2009)
- Золотая медаль имени М. А. Шолохова (2010)
- Премия Союзного государства в области литературы и искусства за 2009—2010 годы (10 декабря 2009 года) — за произведения литературы и искусства, вносящие большой вклад в укрепление отношений братства, дружбы и сотрудничества между государствами-участниками Союзного государства[19]
- Национальная премия «Имперская культура» имени Эдуарда Володина (2008)[20]
- Премия Центрального Федерального округа РФ в области литературы и искусства в номинации «За долголетнее и плодотворное служение отечественной культуре» (2010)
- Почётный гражданин Брянска (1994)[21]
- Почётный гражданин Брянской области (2003)[2].

## Творчество

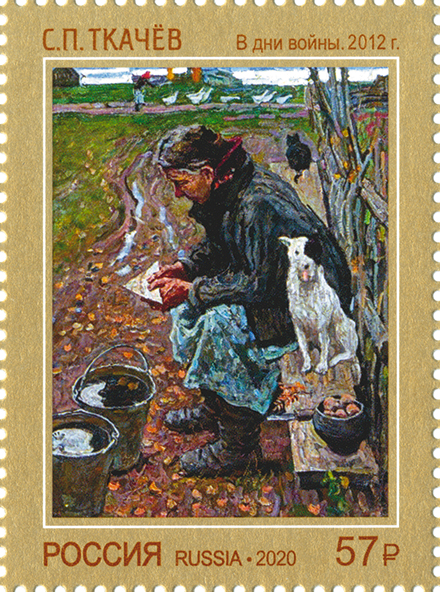
Почтовая марка. Россия. 2020. «В дни войны» (2012) С. П. Ткачёв

В центре внимания братьев Ткачёвых — русская деревня. Герои их картин — реальные люди, современники, родные, друзья, соседи. Вместе с тем художники стремятся к созданию типических образов, в которых воплощается национальный характер. Он автор многочисленных произведений, посвящённых истории, военной тематике. В соавторстве со своим братом, народным художником СССР Алексеем Ткачёвым, они создали огромное количество произведений, вошедших в золотой фонд русской живописи. Произведения художника находятся в собраниях ГТГ, ГРМ, десятков областных и республиканских галерей, а также в частных коллекциях Бельгии, Великобритании, Германии, Италии, Канады, Китая, Нидерландов, США, Тайваня, Франции, Южной Кореи, Японии.

### Основные произведения
В соавторстве с братом Алексеем им созданы следующие картины:
- «Детвора» (1957—1960, Государственный Русский музей)
- «Между боями» (1958—1960)
- «Родная земля. Победители» (1968)
- «Дорогой гость» (1968)
- «В колхоз» (1970)
- «Хлеб республики» (1970)
- «Свадьба» (1972)
- «В партизанском крае» (1975)
- «Пора сенокосная» (1976)
- «Околица» (1977—1980)
- «На родной земле» (1978—1980)
- «Пора журавлиная» (1983)
- «Молодая семья» (1983—1984)
- «Вышивальщицы знамён» (1984—1987)
- «Русское поле. Лихолетье» (1986—1998)
- «Беспризорники» (1988—1998),
- «Колокола России» (1990)
- «Старики» (1991)
- «Судьба ветерана» (1994—1995) и др.
- «Дети войны»
- «В дни войны» (2012)